# 郭国文
郭 国文（かく こくぶん、グオ グオウェン、1967年〈民国56年〉3月11日 - ）は、中華民国（台湾）の政治家。民主進歩党所属の立法委員。

## 経歴
2010年の台南市議員選挙で初当選した。その後再選され、2期務める。
2015年、翌年の立法委員選挙の台南市第五選挙区の党内予備選挙で王定宇に敗れた。
2016年、林全内閣に労働部政務次長として入閣した。
2018年、台南市長選挙で黄偉哲の選挙本部スポークスパーソンを務めた。同年、台南市第二選挙区の黄偉哲が立法委員を辞職することに伴い、翌年3月16日に行われた補欠選挙で当選した。
2020年の第10回立法委員選挙では12万票以上の得票数、60％以上の得票率で再選された。
2024年の第11回立法委員選挙でも再選に成功した。

## 選挙記録
| 年度 | 選挙                   | 選挙区                 | 所属政党   | 得票数    | 得票率 | 当選       | 注釈 |
| ---- | ---------------------- | ---------------------- | ---------- | --------- | ------ | ---------- | ---- |
| 2005 | 任務型国民大会代表選挙 | 任務型国民大会代表選挙 | 民主進歩党 | 1,647,791 | 42.52% |            |      |
| 2010 | 第1回台南市議員選挙    | 第九選挙区             | 民主進歩党 | 15,443    | 11.99% |            |      |
| 2014 | 第2回台南市議員選挙    | 第九選挙区             | 民主進歩党 | 14,203    | 11.14% |            |      |
| 2019 | 第9回立法委員補欠選挙  | 台南市第二選挙区       | 民主進歩党 | 62,858    | 47.05% |            |      |
| 2020 | 第10回立法委員選挙     | 台南市第二選挙区       | 民主進歩党 | 120,097   | 63.96% | 選挙区再編 |      |
| 2024 | 第11回立法委員選挙     | 台南市第二選挙区       | 民主進歩党 | 97,981    | 54.93% |            |      |